# Запржено млеко
Запржено млеко (рус. топлёное молоко, укр. пряжене молоко, блр. адтопленае малако) је сорта куваног млека која је посебно популарна у Русији, Украјини и Белорусији.    Прави се динстањем млека на лаганој ватри осам сати или дуже.

## Историја
Запржено млеко је било релативно популарно и ван Русије. Сматрало се да је укусније од куваног млека, а у медицинској литератури је описано као потенцијално сварљивије.  Најједноставнији рецепт из 19. века за печено млеко налагао је да се млеко остави у рерни преко ноћи;   међутим, могли су се наћи и сложенији рецепти. 
У селима се запржено млеко производи тако што се крчаг прокуваног млека остави у рерни један дан или преко ноћи док се не обложи смеђом корицом. Продужено излагање топлоти изазива реакције између аминокиселина и шећера у млеку, што доводи до стварања једињења меланоидина која му дају кремасту боју и укус карамеле. Велика количина влаге испарава, што доводи до промене конзистенције. Шпорет у традиционалној руској дрвеној кући одржава „различите температуре кувања у зависности од постављања хране у пећницу“. 
Данас се производи у индустријским размерама. Не садржи бактерије и ензиме и може се безбедно чувати на собној температури до четрдесет сати. Домаће печено млеко се користи за припрему разних пита и колача.
Дуготрајна конзумација може помоћи у решавању алергије на млеко.  Међутим, у неким случајевима, стечена толеранција се враћа на нерешену алергију. 

## Ферментисано запржено млеко
Рјаженка и варенец су ферментисани печени млечни производи, врста традиционалног јогурта. То је уобичајено пиће за доручак у Украјини, Белорусији и Русији.
У сељачким заједницама варенеци су се правили у традиционалној источнословенској пећи „испечењем киселог млека до златносмеђе боје“.  За време СССР-а назив "раженка" почео је да се примењује на државно произведено пиће крем боје без коре. 